# Turbus
Turbus es una empresa chilena de transporte interurbano de pasajeros. Con base en Santiago y con servicios interprovinciales, internacionales y servicios especiales. Conecta más de cien destinos entre las ciudades de Arica y Puerto Montt, llegando también a Mendoza en Argentina. Es una empresa controlada por la familia Diez, descendientes de su fundador, el español Jesús Díez Martínez.

## Historia
Turbus nace el 4 de enero de 1948, operando el trayecto entre las ciudades de Rancagua, Graneros y San Francisco de Mostazal en la Región de O'higgins, con sólo 2 buses, un Ford de 1940 y una Chevrolet de 1934.
En el año 1956 adquirió los derechos de algunas líneas interprovinciales que circulaban entre La Ligua y Colchagua, fundando Buses Jedimar. En el año 1965 compró la empresa de buses Tur-Bus, que tenía servicios entre Santiago y Viña del Mar, quedando con ese nombre.
Por la década del 70 la empresa ya contaba con un centenar de buses y más de 40 destinos dentro de las zonas centro y sur de Chile, pero se le hacía muy difícil operar ya que además contaba con una competencia dura en el rubro.
En 1980 comenzó a operar el servicio de carga y encomiendas y en el año 1987, se crea una nueva división de negocios llamada Turbus Cargo, con personal e infraestructura propia.
En 1981 se asocia con sus competidoras Pullman Bus y Pullman Del Sur para construir un gran terminal de buses en Santiago, el que fue ubicado a una cuadra al oriente del Terminal Sur (ex Terminal Santiago), en terrenos que pertenecieron a una lechería; este terminal fue llamado Terminal Alameda, donde las tres empresas compartían infraestructura en un principio, aunque entrados los noventa Turbus se separa de su competencia y se mantiene con un terminal separado, dentro del mismo terreno, infraestructura que se terminó de construir en el año 1992, cuando Turbus ya poseía más de 400 buses.
Hasta 1995, Turbus y Tramaca tenían un acuerdo tácito en el que la primera dominaba con tranquilidad el mercado del sur de Chile y Tramaca hacía lo propio en el norte, acuerdo que se rompió cuando la empresa de Jesús Diez Martínez busca expandirse al adquirir los derechos, infraestructuras y recorridos de la empresa Flecha Dorada S.A.C. estableciendo una central operacional en Antofagasta para sus servicios locales.
A lo anterior se suma en 1997 una incursión en el mercado aéreo con la creación de Avant Airlines, la cual estuvo vigente hasta 2001, cuando cierra sus operaciones por la baja de pasajeros y las pérdidas operacionales que significó la competencia desleal de la desaparecida línea aérea peruana Aero Continente. El cierre de Avant fue un duro golpe financiero para la empresa, en la cual había invertido dinero además de la difícil coyuntura económica en la que se encontraba el país entre 1998 y 2000, tiempo en el cual la empresa incorporó muy pocas unidades, acusando la recesión que por aquel entonces vivía el país.
En 1988, comienza sus servicios internacionales, al operar hacia Argentina y llegando a las ciudades de Mendoza, San Juan y Córdoba con unidades Marcopolo Paradiso GIV 1400 -Scania K-112TL, las cuales fueron renovadas sucesivamente por unidades Marcopolo Viaggio GV 1000- Mercedes Benz O-371RSE en 1994, Marcopolo Viaggio 1050 y Busscar Vissta Buss LO, ambas carrocerías con plataformas Mercedes Benz O-400RSE en el año 2004. Actualmente el servicio internacional de Tur-Bus cuenta con modernas unidades Cama Suite (06 Butacas Cama y 33 asientos Semi Cama) Marcopolo Paradiso G7 1200 / Mercedes Benz O-500RSD-2442 Euro III Año 2011.
Entre 1988 y 2005 fue adquiriendo Cóndor Bus en 1988, Flecha Dorada y Transmar en 1995, comprando varios activos e infraestructuras. Tramaca en el año 2000, Buses JAC en el 2001, Buses Bio-Bío en el 2003, Buses Jota Ewert, Flota Barrios y las empresas participadas por ALSA Chile S.A. (Autobuses LIT S.A., TAS Choapa Ltda. y el 35% de Andesmar) cuando se retiró del mercado chileno en el 2005. Así se convirtió en la empresa de transporte terrestre de pasajeros más grande de Chile. Además creó una inmobiliaria para administrar todas las infraestructuras del holding, denominada Inmobiliaria Ando Ltda.
En 2004 firmó un contrato con las Empresas Portuarias de Valparaíso, Iquique y Puerto Montt con Turismo Cocha para el traslado de pasajeros que arriben a los puertos en Trasatlánticos.
En 2007 comienza el polémico y cuestionado proceso de recarrozado de su flota de buses de mediana antigüedad, máquinas incorporadas entre 1995 y 2000 todas con chasis Mercedes Benz 0-400RS/RSE/RSL siendo la extinta empresa brasileña de carrocerías Busscar la encargada de ejecutar los trabajos de renovación total de las carrocerías.
En 2009, en conjunto con la empresa de telefonía móvil Claro Chile, comienza a ofrecer servicio Wi-Fi gratuito en los buses que cubren las rutas Santiago-Valparaíso y Santiago-Viña del Mar.
En 2015 Turbus adquirió la empresa paraguaya La Encarnacena.
El 31 de marzo de 2020, debido a la Pandemia de enfermedad por Coronavirus, la empresa decidió postergar los tramos hasta nuevo aviso, no obstante el 1 de agosto de 2020, la empresa decidió reanudar parcialmente los tramos con servicios esenciales, la cual fue inmediatamente aceptada por el Ministerio de Transportes y Telecomunicaciones, con los protocolos de las autoridades sanitarias del Ministerio de Salud hasta que permitan el retorno total de los tramos.

## Controversias

### Condiciones laborales
En variadas oportunidades, la Dirección del Trabajo de Chile (DT), ha señalado a Turbus como una de las empresas de transporte con más infracciones a las leyes laborales. En marzo de 2005, realizó una fiscalización entre las regiones de Atacama y Maule, donde la empresa obtuvo la mayor cantidad de multas. Durante 2011 se le cursaron 123 infracciones por no respetar la jornada de trabajo de sus trabajadores, por un monto de $204 millones.
En enero de 2012, y como consecuencia del accidente de Tocopilla el día 19, los conductores de los buses denunciaron explotación y falta de horas de descanso.
La directora del Trabajo María Cecilia Sánchez, afirmó que tras el accidente en la madrugada del 29 de junio de 2012, protagonizado por un bus de la empresa y una camioneta, en la Ruta 5 Norte a la altura de La Serena, se constataron infracciones laborales en la tripulación del bus. «En los 10 días previos sí se detectaron infracciones: dos de los choferes no habían cumplido con su ciclo de descanso obligatorio de 8 horas dentro de un periodo de 24 horas. En el mismo lapso, un tercer chofer, Manuel Mena Pizarro —fallecido en el accidente se encontraba en el baño del bus— había manejado seis horas y media continuas, vulnerando el tiempo máximo de cinco horas».

### Accidentes
Turbus ha protagonizado numerosos accidentes de tráfico. De los ocurridos en los últimos años, tres han sido los de mayor gravedad. El primero ocurrió el 17 de mayo de 2006 en el río Tinguiririca, en la región de O'Higgins, cuando la unidad N° 1738 de la empresa proveniente de Villa Alemana y con destino a Talcahuano, cayó desde el puente que cruza el río en la ruta 5 Panamericana, dejando 25 personas muertas y 26 heridos. El segundo accidente ocurrió el 23 de noviembre de 2010, en la autopista del Sol, cuando la unidad N° 1399 de la empresa se salió de su pista e impactó a un camión que venía por la calzada contraria; producto de ello fallecieron 20 personas y 16 quedaron heridas, dos de ellas de extrema gravedad.
Otro accidente ocurrió el 18 de febrero de 2017, cuando la máquina 2267 que realizaba la ruta Mendoza-Santiago de Chile volcó en Horcones, provincia de Mendoza, Argentina, dejando 19 fallecidos y otros 22 heridos.[cita requerida] Asimismo, otro accidente grave ocurrió el 1 de diciembre de 2019, cuando un bus de dos pisos salió a las 20:15 horas desde el Terminal Carlos Oviedo Cavada, de la ciudad de Antofagasta, y desbarrancó en el km. 3 de la ruta B-710, a la altura de la Cuesta Paposo, en la comuna de Taltal, dejando 21 fallecidos y 23 heridos.[cita requerida]
Otros accidentes importantes, esto es, con resultado fatal, heridos graves o gran cantidad de heridos en que se ha visto involucrada la empresa son:
| Fecha                   | Lugar                                                          | Muertos | Heridos | Causa                                     | Ref.          |
| ----------------------- | -------------------------------------------------------------- | ------- | ------- | ----------------------------------------- | ------------- |
| 6 de abril de 2006      | Río Llollelhue, Valdivia Sur                                   | 3       | 23      | Volcamiento                               | [ 13 ]        |
| 17 de mayo de 2006      | Río Tinguiririca, ruta 5 Sur                                   | 25      | 26      | Volcamiento                               | [ 10 ]        |
| 13 de octubre de 2006   | La Cruz, ruta 5 norte                                          | 3       | 29      | Choque con camión                         | [ 14 ]        |
| 29 de noviembre de 2007 | Ruta 5 Norte, cercanías de Copiapó                             | 2       | 39      | Choque con camioneta                      | [ 15 ]        |
| 31 de julio de 2008     | Autopista Central, sector Las Acacias, San Bernardo            | 0       | varios  | Choque de 2 buses con auto y camión       | [ 16 ]        |
| 30 de enero de 2009     | Ruta 5 Norte, Mantos Blancos, región de Antofagasta            | (3)     | 29      | Choque con automóvil                      | [ 17 ]        |
| 3 de abril de 2010      | Copiapó                                                        | 1       | 10      | Volcamiento                               | [ 18 ]        |
| 24 de julio de 2010     | Ruta 5 Sur, Villa Alegre                                       | (2)     | —       | Choque con camioneta y camión             | [ 19 ]        |
| 2 de octubre de 2010    | Ruta 5 Norte, Canela                                           | 6       | 37      | Volcamiento                               | [ 20 ]        |
| 15 de noviembre de 2010 | Huara                                                          | 3       | 41      | Choque con bus                            | [ 21 ]        |
| 23 de noviembre de 2010 | Autopista del Sol, km 45, El Monte                             | 20      | 22      | Choque con camión                         | [ 11 ] [ 12 ] |
| 25 de marzo de 2011     | Ruta 5 Norte, entre Antofagasta y Calama                       | 0       | >30     | Volcamiento                               | [ 22 ]        |
| 28 de diciembre de 2011 | Ruta Illapel-Los Vilos                                         | 0       | algunos | Volcamiento                               | [ 23 ]        |
| 13 de enero de 2012     | Ruta 5 Sur, Requínoa                                           | 1       | 24      | Choque con camión maderero                | [ 24 ]        |
| 19 de enero de 2012     | Tocopilla                                                      | 2       | 40      | Volcamiento                               | [ 25 ]        |
| 17 de febrero de 2012   | A 70 km de Valdivia                                            | (1)     | 0       | Choque contra automóvil                   | [ 26 ]        |
| 27 de febrero de 2012   | Ruta 5 Sur, Parral                                             | 0       | 28      | Volcamiento                               | [ 27 ]        |
| 4 de abril de 2012      | Cuesta de Montecristo, entre Calama e Iquique                  | 0       | 25      | Volcamiento                               | [ 28 ]        |
| 17 de mayo de 2012      | Ruta 5 Sur, Puente Ñuble, Chillán                              | 0       | 7       | Choque con tractor                        | [ 29 ]        |
| 29 de junio de 2012     | Ruta 5 Norte, sector Arrayán, a 30 km de La Serena             | 4       | >20     | Volcamiento                               | [ 30 ]        |
| 4 de noviembre de 2012  | Ruta 5 Sur, sector Pelequén                                    | 0       | 37      | Choque con otro bus y vehículo particular | [ 31 ]        |
| 28 de febrero de 2013   | Ruta A-1, Guanillos (entre Iquique y Antofagasta)              | 0       | 2       | Volcamiento                               | [ 32 ]        |
| 23 de marzo de 2013     | Ruta 5 Sur, Parral                                             | 1       | 17      | Choque con camión                         | [ 33 ]        |
| 3 de mayo de 2013       | Ruta 5, Vallenar                                               | 0       | 25      | Volcamiento                               | [ 34 ]        |
| 2 de septiembre de 2013 | Ruta 5 Sur, sector Angostura, km 65                            | 4 + (2) | 32      | Choque frontal con camión e incendio      | [ 35 ]        |
| 8 de octubre de 2013    | Ruta 160, Región del Bíobío, km 119                            | (4)     | 12      | Choque frontal con auto                   | [ 36 ]        |
| 17 de febrero de 2014   | Ruta 5 Sur, cerca de Rancagua                                  | 0       | 15      | Choque con camión                         | [ 37 ]        |
| 13 de octubre de 2014   | Ruta 5 Norte, cruce El Peñón, Región de Antofagasta            | 1       | 5       | Volcamiento                               | [ 38 ]        |
| 26 de enero de 2015     | Ruta 68, cuesta Zapata                                         | 0       | 18      | Choque por alcance con camión             | [ 39 ]        |
| 27 de abril de 2015     | Ruta 5 Sur, cercanías de Collipulli                            | 2       | 11      | Choque con novillo y volcamiento          | [ 40 ]        |
| 23 de enero de 2016     | Ruta 5 Norte, cercanías de La Serena                           | 0       | 35      | Choque con otro bus de frente             | [ 41 ]        |
| 11 de julio de 2016     | Ruta 5 Norte, km 332 (cercanías de Ovalle)                     | 4       | 44      | Volcamiento                               | [ 42 ]        |
| 18 de febrero de 2017   | Ruta 7, Argentina, km 1227                                     | 19      | 22      | Volcamiento                               | [ 43 ]        |
| 31 de mayo de 2019      | Ruta B-1, km 191 (cercanías de Tocopilla)                      | 0       | 15      | Volcamiento                               | [ 44 ]        |
| 1 de octubre de 2019    | Centro de Villa Alemana                                        | 1       | 0       | Choque frontal con auto                   | [ 45 ]        |
| 1 de diciembre de 2019  | Cuesta Paposo, Taltal                                          | 21      | 23      | Volcamiento                               | [ 46 ]        |
| 30 de marzo de 2022     | Ruta 1, km 82, cruce Sur de Balneario Hornitos (Mejillones)    | 0       | 0       | Despiste                                  | [ 47 ]        |
| 16 de agosto de 2022    | Ruta 68, km 14, cruce Cuesta Lo Prado / Parque Fisa (Pudahuel) | 1       | 0       | Choque por alcance con automóvil          | [ 48 ]        |
| 22 de enero de 2023     | Ruta 5 Sur, Rosario                                            | 0       | 56      | Volcamiento                               | [ 49 ]        |
| 7 de abril de 2024      | Ruta 202, Valdivia                                             | 1       | 15      | Choque con automóvil                      | [ 50 ]        |

## Holding

### Transportes Turbus

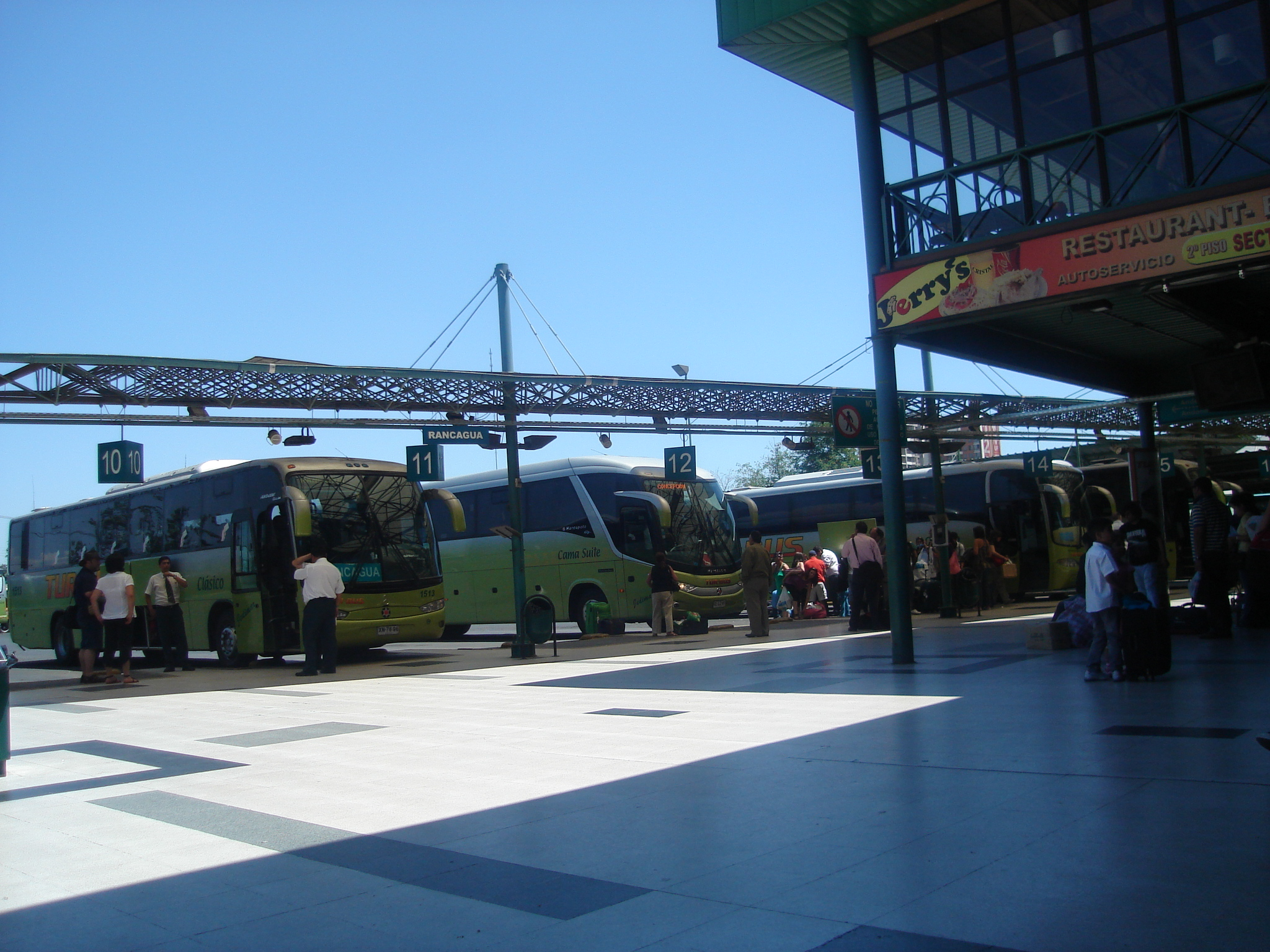
Buses de Turbus en el Terminal Alameda.

- Tur-Bus: empresa matriz del grupo.
- Tur-Bus Internacional: empresa de transporte de pasajeros que ofrece servicios internacionales a Mendoza, Argentina.
- Tur-Bus Cargo: empresa de transporte de carga con cobertura nacional. Mueve carga de alto tonelaje, encomiendas y todo tipo de cargas bajo la razón social de «Starken».
- Viggo: empresa de transporte de personal de grandes y medianas empresas con cobertura nacional la cual engloba a Turbus Industrial, Ventrosa Ltda. y Avant S.A.
- Tur Viajes: empresa especializada en el transporte, alojamiento y entretención de turistas. De ella depende Tur Viajes, encargada de transportar a los turistas; Tur Hotel, encargada de alojar a los turistas pasajeros, y por último el Camping Trafanpulli, ubicado el borde sur del lago Colico, región de La Araucanía.
- Tur-Bus Aeropuerto: empresa especializada en el transporte de pasajeros desde y hacia el Aeropuerto Internacional de Santiago de Chile, Aeropuerto Internacional La Araucanía y Aeropuerto Internacional El Tepual. De ella depende Tur Transfer, encargada de transporte de pasajeros a través de minibuses. Creada en 2000 luego de la adquisición de la empresa Tour Express. Por varios años estuvo aliada con la otra línea que realiza el mismo servicio hacia el Aeropuerto de Santiago: Transportes Centropuerto, perteneciente a la importadora de buses Vivipra. Ambas compañías tuvieron una sociedad llamada Operadora de Servicios Aeroportuarios (OSA Ltda.). donde entre ambas operaban servicios de radiotaxis y transfers.

### Filiales
- Cóndor Bus: empresa de transporte de pasajeros que cubre servicios desde Santiago hacia localidades de la Zona Norte: Copiapó, Vallenar, La Serena, Coquimbo y Ovalle; de la región de Valparaíso: Viña del Mar, Valparaíso, Concón, Quintero, Maitencillo, La Ligua, Cabildo, Petorca y Chincolco. Hacia las localidades de la Región de O'Higgins: Rancagua, Requínoa, Rosario y Rengo. Cóndor Bus comenzó sus operaciones a Quintero y alrededores al adquirir la extinta empresa Transmar en 1995. También tiene servicios a la Zona Sur: Curicó, Talca, Chillán, Los Ángeles, Collipulli, Victoria Lautaro, Cunco, Melipeuco, Temuco, Villarrica, Pucón, San José de la Mariquina, Valdivia, Paillaco, Futrono, Osorno y Puerto Montt, contando con 3 tipos de servicios: Salón Clásico Corto, Salón Semi-Cama y Salón Cama.
- Inter-Sur: empresa de transporte de pasajeros de bajo costo que opera desde Santiago al Sur con unidades de segunda línea y recarrozadas, opera con Salón semi Cama y Salón Cama a destinos como Temuco, Nueva Imperial y Carahue. Esta línea fue creada a principios de los años 70 por un grupo de empresarios de la zona sur de Chile, operando como Trans Regional Inter Sur, siendo adquirida en 1978 por Tur-Bus. Posee buses de color celeste, con tonos de color blanco. A fines del año 2011 se confirmó por parte de Turbus la disminución de operaciones de esta filial, la cual está siendo paulatinamente retomada por su actual matriz Cóndor Bus Ltda, pero a comienzos del 2022 volvió a retomar servicios con 3 buses incorporados a la empresa con servicio de Santiago a Los Ángeles, Temuco, Villarica, Coñaripe.
- Buses Bio-Bío: empresa de transporte de pasajeros que opera servicios interurbanos y rurales entre las ciudades de Concepción y Valdivia. Su dueño original era el fallecido Carlos Buggmann, el cual vendió Bio-Bío en el año 2003 al Grupo de Empresas Tur-Bus, agregándole los servicios hacia las ciudades de Parral, Chillán y Los Ángeles (Chile) La compañía posee 2 tipos de servicio: BBE o Bio Bío Ejecutivo en unidades 01 piso con 44 asientos y BBS o Bio Bío Superior en unidades de 2 pisos con 60 o 64 asientos Semi Cama. Esta filial administra a Buses Jac y antiguamente a Buses Jota Ewert. Esta última fue adquirida por Bio Bio en su totalidad en abril de 2017.
- TAS Choapa Internacional: transportes Aconcagua Santiago - Choapa: Empresa de transporte internacional de pasajeros que operaba hacia Argentina (Mendoza, San Juan (capital), Córdoba y Bariloche) y al Perú (Lima) fundada por el fallecido Domingo González con derechos en el Terrapuerto Los Héroes hasta su venta en 2005. Tiene permisos para operar a Montevideo (Uruguay) pero no los utiliza. Tiene una alianza formal con la empresa argentina Andesmar y forma parte del Holding Tur-Bus desde el año 2005, cuando ALSA Grupo se retira del mercado chileno y el Grupo Tur-Bus se hace con la compañía.
- Turistik-Cityrama: empresa de transporte de turistas con buses "Double Decker" descapotables nuevos (de origen chino) y reacondicionados que recorren puntos de interés turístico en Santiago de Chile y Viña del Mar en alianza con la empresa de transportes turísticos Yanguas.
- Buses JAC: empresa de autobuses que recorre las ciudades de Santiago, Chillán, Los Ángeles, Temuco, Villarrica, Pucón, Valdivia, Osorno, Puerto Montt, Ancud, Castro entre otras intermedias. Su propietario anterior era Juan Alcoholado Castillo (de ahí la sigla JAC) quien por temor a la competencia con el tren Santiago-Temuco y a la competencia generada por Tur-Bus en sus nichos de mercado, vendió la empresa al Grupo Tur-Bus en 2001. Esta empresa actualmente es administrada por Buses Bio Bío con sede en Temuco.
- Viggo: empresa de servicios industriales que presta servicios en diferentes empresas mineras y a la cadena de supermercados Santa Isabel, antiguamente llamada Buses Ventrosa en honor a la ciudad de nacimiento del fallecido fundador de la empresa. Fue creada a inicios de 2014 y su competencia directa, es la empresa Tandem perteneciente a Empresas Pullman Bus.
- La Encarnacena: empresa paraguaya de pasajeros que recorre las ciudades de Santiago, Asunción, Ciudad del Este, Pilar, Encarnación y Buenos Aires.

## Destinos

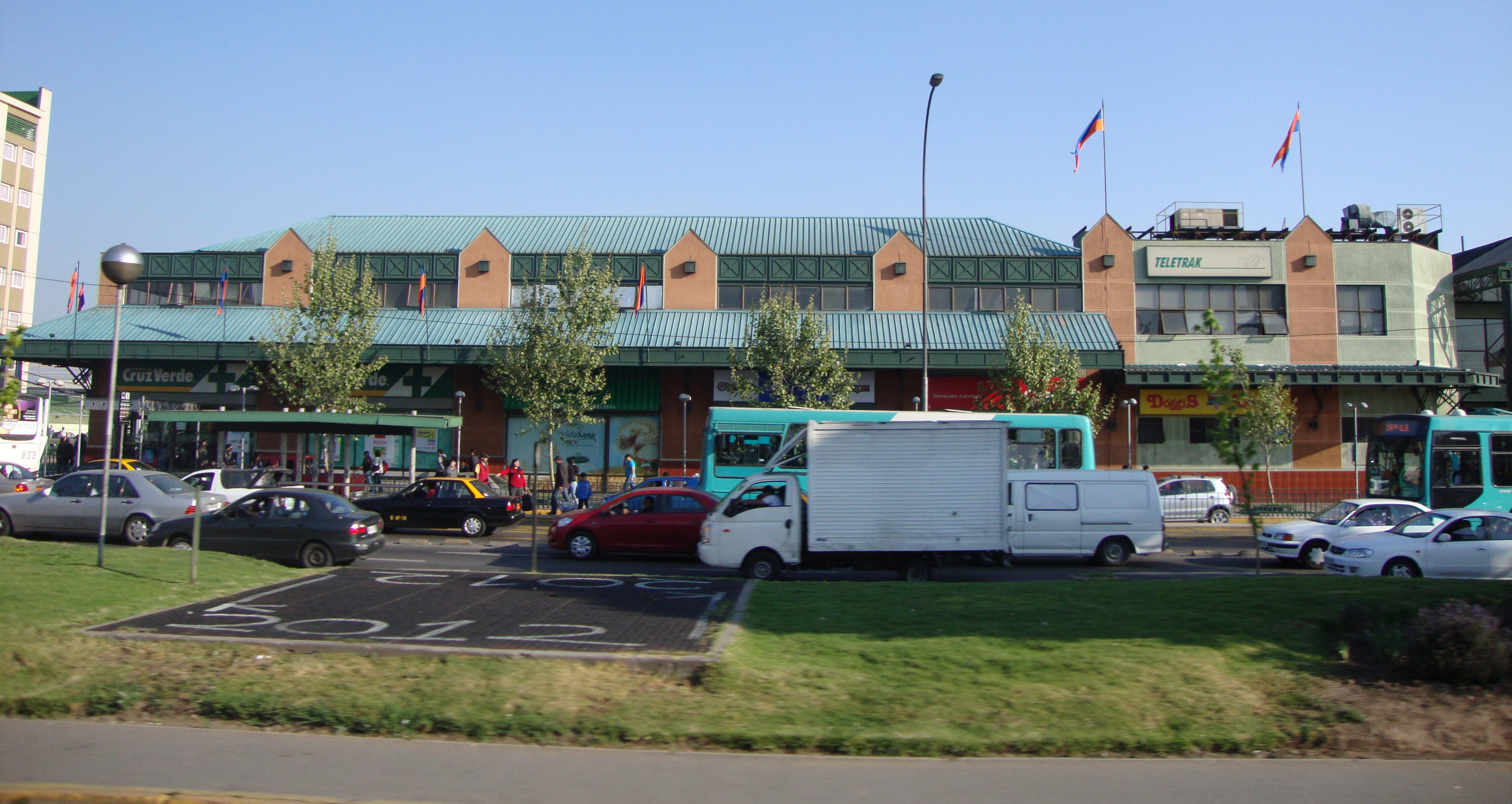
Terminal Alameda, en Santiago de Chile.

Estos son actualmente los destinos donde Turbus posee oficinas, pudiendo no llegar la empresa a dicha ciudad. No incluyen los destinos de sus empresas filiales: En septiembre de 2022, quebró en la comuna de Laja debido a las bajas ventas de pasajes y con ello se puso fin a estos recorridos tras 27 años de operación desde 1995.[cita requerida]

### Oficinas nacionales
| Región                                           | Localidad                |
| ------------------------------------------------ | ------------------------ |
| Región de Arica y Parinacota                     | Arica                    |
| Región de Tarapacá                               | Iquique                  |
| Región de Tarapacá                               | Alto Hospicio            |
| Región de Tarapacá                               | Pozo Almonte             |
| Región de Antofagasta                            | Tocopilla                |
| Región de Antofagasta                            | María Elena              |
| Región de Antofagasta                            | Calama                   |
| Región de Antofagasta                            | San Pedro de Atacama     |
| Región de Antofagasta                            | Mejillones               |
| Región de Antofagasta                            | Sierra Gorda             |
| Región de Antofagasta                            | Antofagasta              |
| Región de Antofagasta                            | Taltal                   |
| Región de Atacama                                | El Salvador              |
| Región de Atacama                                | Chañaral                 |
| Región de Atacama                                | Caldera                  |
| Región de Atacama                                | Copiapó                  |
| Región de Atacama                                | Huasco                   |
| Región de Atacama                                | Vallenar                 |
| Región de Atacama                                | Diego de Almagro         |
| Región de Coquimbo                               | La Serena                |
| Región de Coquimbo                               | Coquimbo                 |
| Región de Coquimbo                               | Ovalle                   |
| Región de Coquimbo                               | Vicuña                   |
| Región de Coquimbo                               | Los Vilos                |
| Región de Coquimbo                               | Illapel                  |
| Región de Coquimbo                               | Salamanca                |
| Región de Valparaíso                             | Cabildo                  |
| Región de Valparaíso                             | La Ligua                 |
| Región de Valparaíso                             | Papudo                   |
| Región de Valparaíso                             | Algarrobo                |
| Región de Valparaíso                             | El Quisco                |
| Región de Valparaíso                             | El Tabo                  |
| Región de Valparaíso                             | San Antonio              |
| Región de Valparaíso                             | Zapallar                 |
| Región de Valparaíso                             | Cachagua                 |
| Región de Valparaíso                             | La Laguna de Zapallar    |
| Región de Valparaíso                             | La Calera                |
| Región de Valparaíso                             | Quillota                 |
| Región de Valparaíso                             | Limache                  |
| Región de Valparaíso                             | Curauma                  |
| Región de Valparaíso                             | Viña del Mar             |
| Región de Valparaíso                             | Villa Alemana            |
| Región de Valparaíso                             | Quilpué                  |
| Región de Valparaíso                             | Valparaíso               |
| Región Metropolitana de Santiago                 | Santiago                 |
| Región del Libertador General Bernardo O'Higgins | Rancagua                 |
| Región del Libertador General Bernardo O'Higgins | Machalí                  |
| Región del Maule                                 | Curicó                   |
| Región del Maule                                 | Talca                    |
| Región de Ñuble                                  | San Carlos               |
| Región de Ñuble                                  | Chillán                  |
| Región de Ñuble                                  | Bulnes                   |
| Región de Ñuble                                  | Quillón                  |
| Región de Ñuble                                  | Coelemu                  |
| Región de Ñuble                                  | Quirihue                 |
| Región de Ñuble                                  | Yungay                   |
| Región del Biobío                                | Tomé                     |
| Región del Biobío                                | Penco                    |
| Región del Biobío                                | Talcahuano               |
| Región del Biobío                                | Concepción               |
| Región del Biobío                                | Chiguayante              |
| Región del Biobío                                | Coronel                  |
| Región del Biobío                                | Lota                     |
| Región del Biobío                                | Arauco                   |
| Región del Biobío                                | Lebu                     |
| Región del Biobío                                | Los Álamos               |
| Región del Biobío                                | Cañete                   |
| Región del Biobío                                | Laja                     |
| Región del Biobío                                | Los Ángeles              |
| Región del Biobío                                | Nacimiento               |
| Región del Biobío                                | Mulchén                  |
| Región de la Araucanía                           | Angol                    |
| Región de la Araucanía                           | Collipulli               |
| Región de la Araucanía                           | Ercilla                  |
| Región de la Araucanía                           | Victoria                 |
| Región de la Araucanía                           | Lonquimay                |
| Región de la Araucanía                           | Lautaro                  |
| Región de la Araucanía                           | Galvarino                |
| Región de la Araucanía                           | Lican Ray                |
| Región de la Araucanía                           | Traiguén                 |
| Región de la Araucanía                           | Carahue                  |
| Región de la Araucanía                           | Nueva Imperial           |
| Región de la Araucanía                           | Curacautín               |
| Región de la Araucanía                           | Temuco                   |
| Región de la Araucanía                           | Pitrufquén               |
| Región de la Araucanía                           | Gorbea                   |
| Región de la Araucanía                           | Villarrica               |
| Región de la Araucanía                           | Pucón                    |
| Región de la Araucanía                           | Loncoche                 |
| Región de Los Ríos                               | Coñaripe (solo verano)   |
| Región de Los Ríos                               | Valdivia                 |
| Región de Los Ríos                               | Lanco                    |
| Región de Los Ríos                               | San José de la Mariquina |
| Región de Los Ríos                               | La Unión                 |
| Región de Los Ríos                               | Panguipulli              |
| Región de Los Ríos                               | Los Lagos                |
| Región de Los Ríos                               | Paillaco                 |
| Región de Los Ríos                               | Futrono                  |
| Región de Los Ríos                               | Río Bueno                |
| Región de Los Ríos                               | Lago Ranco               |
| Región de Los Lagos                              | Osorno                   |
| Región de Los Lagos                              | Puerto Varas             |
| Región de Los Lagos                              | Puerto Montt             |
| Región de Los Lagos                              | Purranque                |
| Región de Los Lagos                              | Frutillar                |
| Región de Los Lagos                              | Calbuco                  |

### Destinos internacionales
- Argentina: Mendoza y Ciudad de Córdoba
- Paraguay: Asunción, Alberdi, Ciudad del Este, Encarnación y Pilar.
- Perú: Lima.